# Cycle universitaire
Un cycle universitaire est un programme d'études supérieures réparti sur plusieurs années et débouchant sur un titre ou grade spécifique. L'enseignement supérieur est organisé en 3 cycles d'études sanctionnés à la fin de chaque cycle par des diplômes :
- Premier cycle : Il s'agit du cycle de la formation généraliste et d'orientation. Ce cycle d’études comprend différents diplômes tels que la licence ou le bachelor. Ces diplômes visent l’acquisition de connaissances dans la discipline choisie. Ils préparent soit au marché du travail, soit aux études de deuxième cycle. La durée de ces programmes est de deux, trois, quatre ou cinq ans selon les pays.

- Deuxième cycle : Il s'agit du cycle de l'approfondissement et de la préparation au marché du travail. Ce deuxième cycle d’études comprend le grade de Master, qui requiert habituellement deux années d'études. Le Master comprend une initiation à la recherche, qui permet le recrutement en Doctorat.

- Troisième cycle : Il s'agit du cycle de la recherche scientifique. Le troisième cycle d’études conduit à l’obtention du Doctorat (Ph.D. en anglais) qui requiert au minimum 3 années d'études. L’objectif principal de ce programme est la formation de chercheurs avec comme l'un des livrables la thèse de doctorat, contribution originale à l’avancement des connaissances qui en constitue l’activité centrale et consiste en un exposé écrit de travaux effectués dans un domaine de recherche, de création ou d'innovation. Il ne doit pas être confondu avec le troisième cycle des études médicales qui est, en France, une formation conduisant au diplôme d'État de docteur en médecine.

## Définition
Le Centre national de ressources textuelles et lexicales définit un cycle d'enseignement comme un programme d'études défini, réparti sur un nombre d'années donné et, par métonymie, la durée de cet enseignement. Dans ce cadre le cycle est un mouvement discontinu car l'état final de l'étudiant est différent de son état initial, ce qui s'oppose aux cycles à mouvement continu où l'état final est le retour à l'état initial (par ex. cycle annuel, cycle saisonnier, cycle de fêtes, etc.). Par métonymie, il désigne la durée de cet enseignement.
Lorsque ce cycle concerne les études supérieures on parle de cycle universitaire.

## Harmonisation

Logotype du Processus de Bologne.

En Europe, un processus d'harmonisation des cycles, visant entre autres à faciliter les échanges universitaires, connu sous le nom de Processus de Bologne (1999) fixe trois cycles universitaires successifs d'une durée de 3 ans pour l'obtention du premier grade, de 2 ans pour le deuxième et de 3 ans ou plus pour le dernier. Cette harmonisation concerne l'ensemble des pays du Conseil de l'Europe et quelques autres.
Au Canada, le premier cycle d'études supérieures débouchant sur l'attribution du baccalauréat, n'est pas stricto sensu un cycle universitaire.
En France, le processus est totalement avalisé par la loi LRU de 2007 modifiée, qui consacre que les grades de licence, de master et de doctorat sont conférés respectivement dans le cadre du premier, du deuxième et du troisième cycle.

## Grades universitaires
Chaque cycle se termine par l'obtention d'un grade universitaire. Le premier grade est le plus souvent appelé Baccalauréat (ou Bachelor en anglais) sauf en France et dans les pays ayant hérité du système français où il est nommé Licence. Le deuxième grade est celui de Master (à ne pas confondre avec Mastère spécialisé) et le troisième grade est le Doctorat obtenu à la suite de la rédaction d'une thèse de doctorat, qui diffère d'une thèse d'exercice.